# Georg Åberg
Nils Georg Åberg (* 20. Januar 1893 in Hellestad, Östergötlands län; † 18. August 1946 in Stockholm) war ein schwedischer Weit- und Dreispringer.
Bei den Olympischen Spielen 1912 in Stockholm gewann er im Weitsprung mit dem nationalen Rekord von 7,18 m die Bronzemedaille hinter dem US-Amerikaner Albert Gutterson (7,60 m) und dem Kanadier Calvin Bricker (7,21 m). Im Dreisprung errang er Silber mit seiner persönlichen Bestleistung von 14,51 m und hatte dabei 25 cm Rückstand auf seinen Landsmann Gustaf Lindblom.
1912, 1913 und 1915 wurde Åberg schwedischer Meister im Weitsprung.

## Weblinks

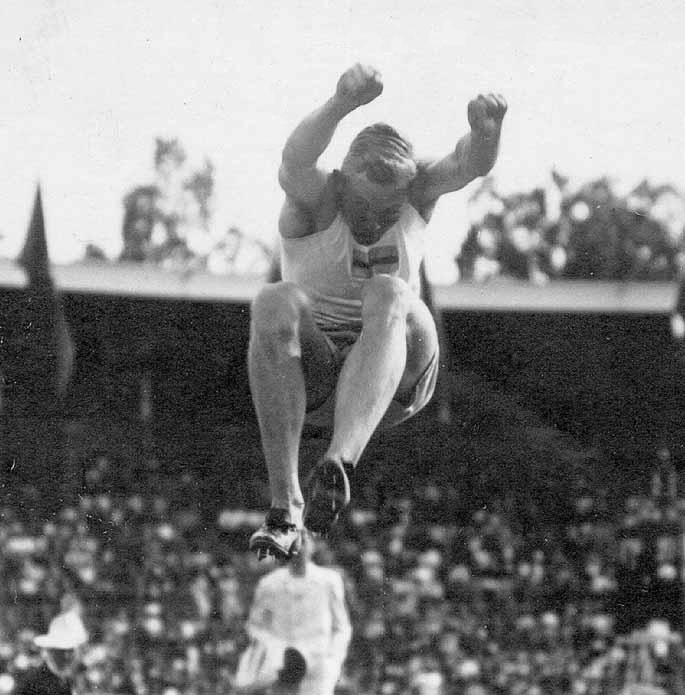
Georg Åberg beim Dreisprung
bei den Olympischen Spielen 1912 in Stockholm